# Ronny Cox

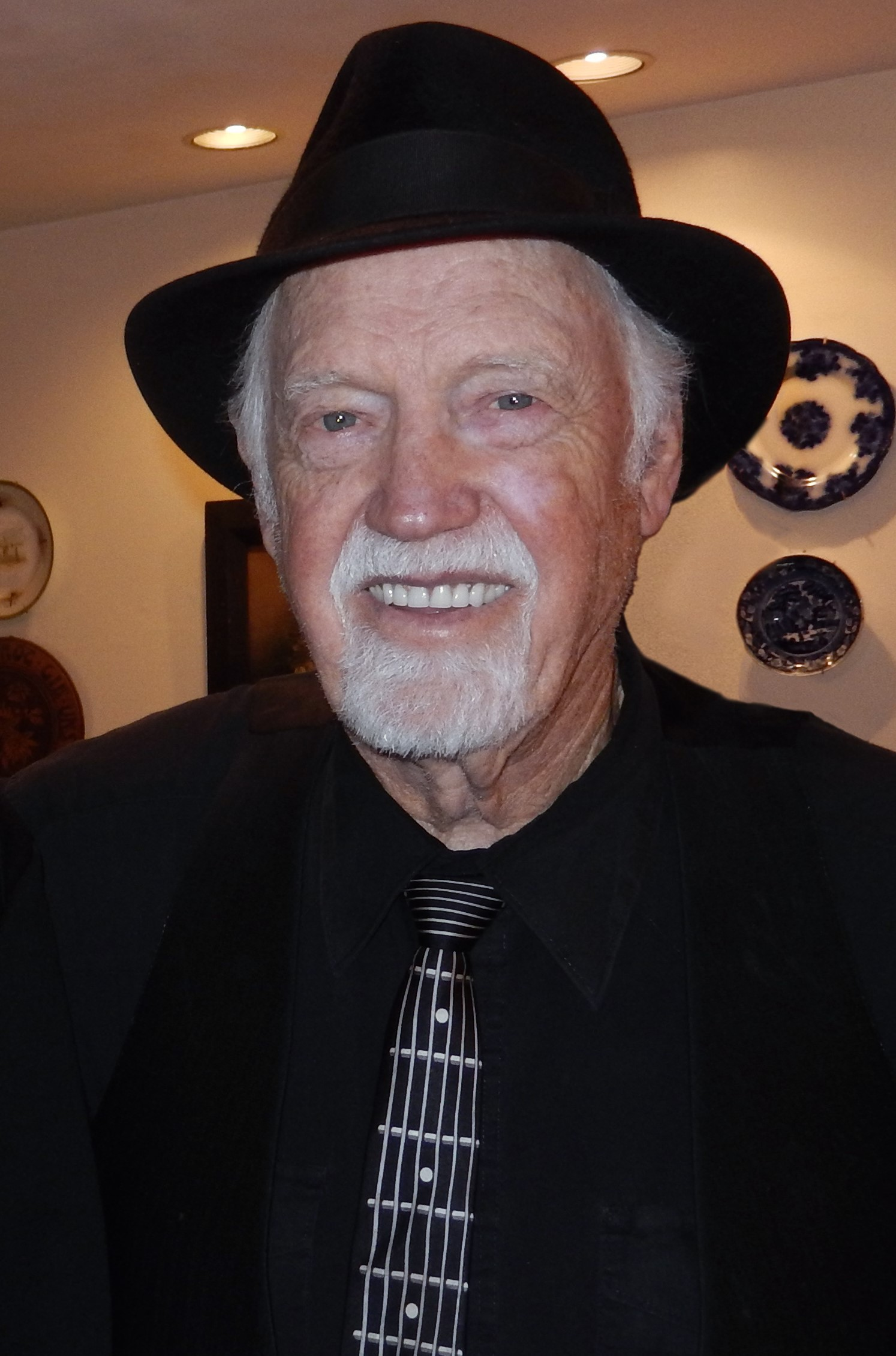
Ronny Cox (2019)

Daniel Ronald „Ronny“ Cox (* 23. Juli 1938 in Cloudcroft, New Mexico) ist ein US-amerikanischer Schauspieler und Sänger.

## Leben

### Schauspielkarriere
Ronny Cox’ erster Film war der für drei Oscars nominierte Thriller Beim Sterben ist jeder der Erste (1972), in dem er neben Jon Voight, Burt Reynolds und Ned Beatty auftrat. Von 1974 bis 1975 spielte er die Hauptrolle in der Fernsehserie Apple’s Way. In dem Filmdrama Die Kadetten von Bunker Hill (1981) spielte er die Rolle des Colonel Kerby, des Befehlshabers der Nationalgarde, der den von Brian Moreland (Timothy Hutton) und David Shawn (Tom Cruise) angeführten Aufstand der Kadetten beendet.
In den Actionkomödien Beverly Hills Cop (1984) und Beverly Hills Cop II (1987) spielte er die Rolle des Chefs von Billy Rosewood (Judge Reinhold) und John Taggart (John Ashton), Andrew Bogomil. Regisseur Paul Verhoeven besetzte Cox in seinen Science-Fiction-Filmen RoboCop (1987) und Die totale Erinnerung – Total Recall (1990) jeweils als Schurken. 1992 übernahm er in der Doppelfolge Geheime Mission auf Celtris Drei der Fernsehserie Raumschiff Enterprise: Das nächste Jahrhundert die Rolle des Captain Edward Jellico.
Im Thriller Mord im Weißen Haus (1997) trat er neben Wesley Snipes und Alan Alda auf, in der Komödie Auf die stürmische Art (1999) neben Ben Affleck und Sandra Bullock.
In der Science-Fiction-Fernsehserie Stargate – Kommando SG-1 spielte er die wiederkehrende Rolle des Senators Robert Kinsey.

### Musikkarriere

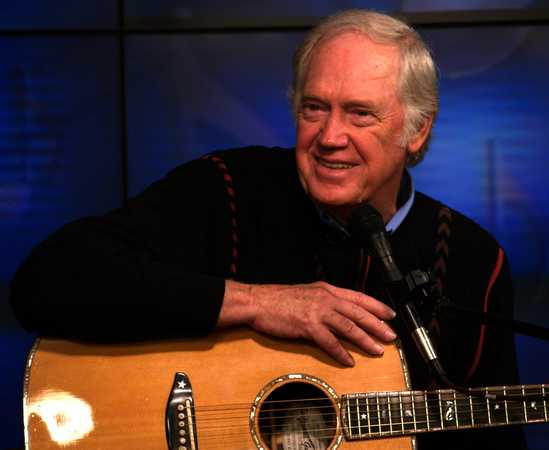
Ronny Cox (2006)

Seit den 1990ern ist Ronny Cox auch als Folk-Musiker bekannt. 1993 veröffentlichte er mit dem Album Ronny Cox seine erste CD. 2000 folgte Acoustic Eclectricity, mittlerweile hat er fünf Alben veröffentlicht.
Sein Musikstil vereint Folk und Country-Musik.

### Privates
Cox heiratete 1960 Mary Cox, mit der er zwei Kinder hat. Seine Frau verstarb am 18. Dezember 2006 nach kurzer schwerer Krankheit.

## Filmografie (Auswahl)

### Filme
- 1972: Beim Sterben ist jeder der Erste (Deliverance)
- 1972: Ein Draht im Kopf (The Happiness Cage)
- 1977: Der Mann in den Bergen (The Life and Times of Grizzly Adams)
- 1977: Der Teufel auf Rädern (The Car)
- 1978: U-Boot in Not (Gray Lady Down)
- 1979: Mord im Zwiebelfeld (The Onion Field)
- 1981: Die Kadetten von Bunker Hill (Taps)
- 1982: Das Engelsgesicht – Drei Nächte des Grauens (The Beast Within)
- 1984: Beverly Hills Cop
- 1984: Jesse Owens – Idol und Legende (The Jesse Owens Story)
- 1985: Crazy for You (Vision Quest)
- 1987: Beverly Hills Cop II
- 1987: RoboCop
- 1988: FBI: Schonungslos (In the Line of Duty: The FBI Murders)
- 1990: Die totale Erinnerung – Total Recall (Total Recall)
- 1990: Der Harte und der Zarte (Loose Cannons)
- 1990: Captain America
- 1997: Mord im Weißen Haus (Murder at 1600)
- 1999: Auf die stürmische Art (Forces of Nature)
- 1999: Deep Blue Sea
- 2001: American Outlaws
- 2009: Zuhause ist der Zauber los (Imagine That)
- 2013: Age of Dinosaurs – Terror in L.A. (Age of Dinosaurs)
- 2014: The Reach: In der Schusslinie (Beyond the Reach)
- 2017: Pure Country Pure Heart
- 2021: Being the Ricardos

### Fernsehserien
- 1972: Bonanza (Folge 14x05)
- 1974–1975: Apple’s Way (27 Folgen)
- 1977: Der Mann in den Bergen (The Life and Times of Grizzly Adams, Folge 1x04)
- 1978: Fantasy Island (Folge 1x13)
- 1986: Mord ist ihr Hobby (Murder, She Wrote, Folge 3x01–3x02)
- 1987–1988: Chefarzt Dr. Westphall (St. Elsewhere, 22 Folgen)
- 1992: Raumschiff Enterprise: Das nächste Jahrhundert (Star Trek: The Next Generation, Folgen 6x10–6x11)
- 1993: L.A. Law – Staranwälte, Tricks, Prozesse (L.A. Law, Folge 7x21)
- 1994: Time Trax – Zurück in die Zukunft (Time Trax, Folge 2x14)
- 1996: Diagnose: Mord (Diagnosis Murder, Folge 3x09)
- 1997–2006: Stargate – Kommando SG-1 (Stargate SG-1, 11 Folgen)
- 1998–1999: Practice – Die Anwälte (Practice, Fernsehserie, Folgen 3x01, 3x11)
- 1999: Outer Limits – Die unbekannte Dimension (The Outer Limits, Folge 5x16)
- 2001–2002: The Agency – Im Fadenkreuz der C.I.A. (The Agency, 22 Folgen)
- 2003: Boston Public (Folge 3x22)
- 2005: Law & Order: Special Victims Unit (Folge 7x02)
- 2005: Medium – Nichts bleibt verborgen (Medium, Folge 2x07)
- 2006: Desperate Housewives (Folge 2x19)
- 2006: Welcome, Mrs. President (Commander in Chief, Folge 1x14)
- 2008: Cold Case – Kein Opfer ist je vergessen (Cold Case, Folge 5x17)
- 2011: Dexter (Folge 6x03)
- 2012: Leverage (Folge 5x06)
- 2015: True Detective (Folgen 2x07–2x08)
- 2018: Nashville (Folgen 6x12–6x16)
- 2022–2024: Star Trek: Prodigy (Folge 1x15,1x19,2x5,2x9,2x14-2x16,2x20)

## Diskografie
- 2000: Acoustic Eclectricity
- 2002: Cowboy Savant
- 2004: Ronny Cox Live
- 2006: Ronny Cox at the Sebastiani Theatre
- 2007: How I Love Them Old Songs
- 2009: Songs with Repercussions
- 2013: Ronny, Rad and Karen
- 2014: Ronny Cox Live In Concert